# Guénange
 Guénange  es una población y comuna francesa, en la región de Lorena, departamento de Mosela, en el distrito de Thionville-Est y cantón de Metzervisse.

## Demografía
| 8360 | 9862 | 9397 | 8327 | 6794 | 7124 |
| Para los censos de 1962 a 1999 la población legal corresponde a la población sin duplicidades (Fuente: INSEE [Consultar]) |      |      |      |      |      |